# تورو أوكاوا
تورو أوكاوا (大川透 أوكاوا تورو) هو مؤدي أصوات ياباني ولد في 28 فبراير 1960 في محافظة كاغوشيما.

## أدواره في الأنمي

### مسلسلات أنمي تلفزيونية
- خيميائي الفولاذ - روي موستانغ، بيدو
- عندما تبكي حشرة الليل - جيرو توميتاكي
- عندما تبكي حشرة الليل: الحل - جيرو توميتاكي
- البدلة المتنقلة جاندام سيد - أوزومي نارا أثها
- بليتش - جين كاريا
- سول إيتر - ديث سايث/سبيريت ألبارن
- المقيم الأبدي - أنوتسو سابورو
- أويدو روكيت - توياما كينشيرو
- هاكابا كيتارو - ميزوكي
- شعلة ريكا - الراوي، شيغيو هانابيشي، كوندو
- سنغوكو باسارا - توكوغاوا إيه-ياسو
- سنغوكو باسارا تو - توكوغاوا إيه-ياسو
- روميو x جولييت - جيوفاني
- غوين ساغا - لونان
- هاجيمي نو إيبو - كيدا
- باندورا هارتس - الدوق زاي فيساليوس
- كانان - كامينغز
- أسطول الزجاج - جيرارد، ثيودوريك
- إسكافلوني السماء - جاديس
- جنود السايبورغ - رقم 11
- كاتاناغاتاري - ياسوري موتسوي
- دورارارا!! - كازتانو
- أولينسيس الفضي - توماس يانسن
- تاتاكاو شيشو The Book of Bantorra - ماتالاست بالوري
- ترينيتي بلاد - ويليام والتر ووردزوورث
- هاكوؤكي - كوندو إيسامي
- هاكوؤكي: الدم الأزرق - كوندو إيسامي
- كوروزوكا - هاسيغاوا
- شيكي - توشيو أوزاكي
- كيكايشي - تاتسومي مينو
- موياشيمون - ريوتا
- شيكاباني هيمي: أكا - هازاما
- شيكاباني هيمي: كورو - هازاما
- غوسيك - برايان روسكو
- بليد - هاياتي
- سيكريد سفن - أونيغاوارا
- أن-غو - مينامي موتوياما
- مغامرة جوجو الغريبة - الراوي
- مغامرة جوجو الغريبة: ستارداست كروسيدرز - الراوي
- مغامرة جوجو الغريبة: الماس لا ينكسر - الراوي
- الملعقة الفضية - والد تاماكو إينادا
- كارنفال - ميغا
- نوراغامي - تينجين
- سورد آرت أونلاين - هيثكليف
- سبيس داندي - فضائي الستر
- روك لي وأصدقائه النينجا - الراوي
- ألدنوا زيرو - سازباوم
- طوكيو غول - كوريو مادو
- التلميذ المتخلف في ثانوية السحر - هارونوبو هازاما
- سأتحول إلى فتاة تسريحة الذيلين! - ليفاياغيلدي
- هاناياماتا - ناوماسا سيكيا
- غريت تيتشر أونيزوكا - مذيع مسابقة ملكة جمال إينوغاشيرا، والد أنكو أويهارا
- وورلد بريك السيف المقدس - تارو تاناكا
- معرض الفن المزيف - المفتش تاكاكورا
- كونكريت ريفولوتيو: فنتازيا الخوارق - يول
- كونكريت ريفولوتيو: فنتازيا الخوارق THE LAST SONG - يول
- البلدة في غيابي - ساوادا
- بياض الثلج ذات الشعر الأحمر - موكازي
- أسد آذار - ماسوتشيكا كودا
- صراع الطبخ - توكيهيكو ساكوما
- بيغ أوردر - فوماي ماتسودايرا
- أكا: قسم التفتيش الخاص بالقطاع 13 - سبيد
- البدلة المتنقلة جاندام: أيتام الدم الحديدي - راستال إليون
- شينوبي نوبوناغا - شيباتا كاتسويه، موموتشي تانبا
- متاعب سايكي كوسوؤو - والد أسرة سايكو
- لعبة الجوكر - المفتش جيمس
- بطولات أرسلان - خارلان
- كرة سلة كوروكو - والد أيداريكو

### أوفا أنمي
- دوت هاك ليميناليتي - والد ماسايا ماكينو
- عندما تبكي حشرة الليل: الامتنان - جيرو توميتاكي

### أفلام أنمي
- فيلم خيميائي الفولاذ: محتل شامبالا - روي موستانغ
- سلسلة أفلام توا نو كوؤن
  - توا نو كوؤن: الفصل الأول «البتلة الرغوية» - كانّازوكي
  - توا نو كوؤن: الفصل الثاني «رقصة الفوضى» - كانّازوكي
  - توا نو كوؤن: الفصل الثالث «عقوبة الأوهام» - كانّازوكي
  - توا نو كوؤن: الفصل الرابع «القلق القرمزي» - كانّازوكي
  - توا نو كوؤن: الفصل الخامس «عودة القاهر» - كانّازوكي
  - توا نو كوؤن: الفصل السادس «الأبد الأبدي» - كانّازوكي
- سنغوكو باسارا: ذا لاست بارتي - توكوغاوا إيه-ياسو

## أدواره في ألعاب الفيديو
- سلسلة ألعاب ستريت فايتر
  - ستريت فايتر IV - غوكين
  - سوبر ستريت فايتر IV - غوكين
  - سوبر ستريت فايتر IV آركيد إديشن - غوكين
  - ألترا ستريت فايتر IV - غوكين
- ديفل كينغز - إردين
- سنغوكو باسارا: ساموراي هيروز - إيه-ياسو توكوغاوا
- تيلز أوف إكسيليا 2 - جوليوس كريزنك
- تيلز أوف ذا وورلد: ريف يونايتيا - جوليوس كريزنك
- سلسلة كينجدوم هارتس
  - كينجدوم هارتس 2 - عجوة
  - كينجدوم هارتس كودد - عجوة
- مغامرة جوجو الغريبة: أول ستار باتل - الراوي، ويذر ريبورت
- مغامرة جوجو الغريبة: آيز أوف هيفن - الراوي، ويذر ريبورت

## أدواره في الدبلجة اليابانية
- ترانسفورمرز أنيميتد - راتشيت، بورتر سي. باول
- ضيف البراري - الراوي
- الطيار - إيرول فلين
- سيارات 2 - الأمريكاني
- وقت المغامرة - هانسون أبادير
- الرجل النملة - دارن كروس

## وصلات خارجية
- تورو أوكاوا على موقع IMDb (الإنجليزية)
- تورو أوكاوا على موقع ألو سيني (الفرنسية)
- تورو أوكاوا على موقع ألو سيني (الفرنسية)
- تورو أوكاوا على موقع ميوزك برينز (الإنجليزية)
- تورو أوكاوا على موقع قاعدة بيانات الفيلم (الإنجليزية)
- تورو أوكاوا على موقع كينوبويسك (الروسية)
- تورو أوكاوا على موقع ANN person (الإنجليزية)